# Guti
José María Gutiérrez Hernández poznatiji kao Guti je španjolski nogometaš koji je u mirovini.
Guti je poznat po svojim igrama za Real iz Madrida gdje je odigrao više od 500 utakmica i osvojio 15 trofeja s "Kraljevskim klubom". Dana 12. srpnja 2012. objavio je kako prekida nogometnu karijeru.

## Klupska karijera

### Real Madrid
Guti se rodio u malom mjestu, Torrejón de Ardozi koji je smješten u Zajednici Madrida.
Godine 1986. počeo je igrati u mlađim kategorijama madridskog Reala kao napadač, ali kasnije su ga treneri prebacili na vezno mjesto gdje će poslije ući u legendu. Dana 2. prosinca 1995. ima debi protiv Seville. Real je tu utakmicu pobijedio rezultatom 4:1. Godine 1997. Real osvaja dva trofeja, a Guti je u te trofeje nadodao 17 utakmica i jedan pogodak. Sezone 1999./00. Guti postaje zamjenom za Clarenca Seedorfa, ali krajem te sezone te većinu sljedeće Guti je igrao u napadu radi ozljede Fernanda Morientesa. Te sezone postiže 14 pogodaka u La Ligi te uvelike pomaže Realu osvojiti 27. trofej španjolskog prvaka.
U sezoni 2002. u Madrid pristiže Ronaldo, pa se Guti ponovno vraća u vezni red. Njegov postotak pogodaka drastično se smanjio te je u iduće dvije sezone u 63 utakmice postigao osam golova. Dana 10. veljače 2008. je odigrao najbolju utakmicu u Realovom dresu. Bila je to utakmica protiv Real Valladolida u kojoj je dao dva pogotka i asistirao za tri. Proglašen je igračem utakmice. Iste sezone, 14. rujna postigao je Realov 5000. pogodak u Primeri.
Nakon dolaska Kake u Real, Guti predsjedniku kluba obznanjuje da on u Realu neće više igrati te da odlazi. Njegovoj odluci pridonijelo je i to da njegov dugogodišnji suigrač i prijatelj, Raúl González, također napušta klub.

### Beşiktaş
Dana 25. srpnja 2010. Guti napušta Madrid nakon 25 godina provedenih u Realu. Sljedeći dan potpisao je dvogodišnji ugovor s momčadi iz Istanbula, Beşiktaşom. 28. studenog 2010. postiže svoj prvijenac za ovu momčad u utakmici protiv Galatasaraya. Beşiktaşom je nakon punih osam godina pobijedio Galatasaraya na njegovom stadionu.
U studenom 2011. klub raskida ugovor s njim te on postaje slobodnim igračom.

## Reprezentativna karijera
Debitirao je za Španjolsku 5. svibnja 1999. u utakmici protiv Hrvatske (3:1). U šest godina nastupio je samo 14 puta i postigao tri pogotka. Prvi je dao protiv Sjeverne Irske u kvalifikacijama za EURO 2004. u Portugalu.

## Počasti

### Real Madrid
- La Liga (5): 1997., 2001., 2003., 2007., 2008.
- Španjolski SuperKup (4): 1997., 2001., 2003., 2008.
- UEFA Liga prvaka (3): 1998., 2000., 2002.
- UEFA Superkup (1): 2002.
- Interkontinentalni kup (2): 1998., 2002.

### Besiktas
- Turski kup (1): 2011.

### Međunarodni
- UEFA U-18: 1995.
- UEFA U-21: 1998.

## Vanjske poveznice
- BDFutbol profile
- National team data (šp.)
- Real Madrid biography (šp.)
- Transfermarkt profile